# Altajosoma deplanatum
Altajosoma deplanatum är en mångfotingart som först beskrevs av Anton Julius Stuxberg 1876.  Altajosoma deplanatum ingår i släktet Altajosoma och familjen Diplomaragnidae. Inga underarter finns listade i Catalogue of Life.